# La lune dans le caniveau
La lune dans le caniveau é um filme francês de Jean-Jacques Beineix, datado de 1983. Foi feito a partir do romance The Moon in the Gutter de David Goodis.

## Sinopse
Nas vielas sórdidas de uma cidade portuária, Gérard, um estivador, procura obsessivamente o violador da sua irmã, a qual, não suportando a infâmia e o horror, se havia suicidado. Um dia, ele é abalado por uma bela jovem (Loretta) ao volante de um magnífico Ferrari vermelho. Este é o ponto de partida para uma história de amor impossível, num clima de solidão, vingança e desespero.

## Interpretação
- Gérard Depardieu: Gérard
- Nastassja Kinski: Loretta
- Victoria Abril: Bella
- Vittorio Mezzogiorno: Newton Channing
- Dominique Pinon: Frank
- Milena Vukotic: Frieda

## Produção
Depois do sucesso de Diva (1981), Beineix escolheu, para argumento do seu novo filme, um clássico do romance negro, escrito por David Goodis e considerado até então como dificilmente adaptável ao cinema. Para o realizar, deslocou-se para a Cinecittà, em Roma, onde todos os décors do filme foram construídos. Depois de três meses de rodagem, o filme foi apresentado na edição de 1983 do Festival de Cinema de Cannes.

## Premiações
O filme foi premiado com um Cesar para o melhor cenário.